# HMS Discovery (1774)
O HMS Discovery foi o navio capitaneado por Charles Clerke usado na terceira expedição de capitão James Cook ao oceano pacífico entre 1776 a 1779. Cook comandava o outro navio da expedição, o HMS Resolution.